# Deutsche Schwimmmeisterschaften 1917
Die 32. Deutschen Meisterschaften im Schwimmen wurden am 19. August 1917 als „2. Deutsche Kriegsmeisterschaften im Schwimmen“ ausgetragen. Geschwommen wurde im Schwimmbecken des Deutschen Stadions in der damals noch eigenständigen Stadt Charlottenburg, heute Ortsteil von Berlin.
Es wurde eine Strecke von 100 m Brust, Freistil sowie Rücken geschwommen und der Mehrkampf ausgetragen, welche aus Tauchen, Springen und 100 m Schwimmen bestand. Zudem fanden Vorläufe (ohne Meisterschaft) in Tauchen, 400 m Brust, 100 m Seite und 500 m Freistil der Männer statt. Die Staffelsieger erhielten einen „Weltausstellungspreis“. 100 m Freistil sowie 100 m Brust der Frauen fanden ohne Meisterschaft, sondern als Vorläufer statt.
| Disziplin      | Name         | Verein                  | Zeit       | Punkte |
| -------------- | ------------ | ----------------------- | ---------- | ------ |
| 100 m Brust    | Walter Bathe | ASV Breslau             | 1:24,0 min | –      |
| 100 m Freistil | Franz Hilmar | SC Hellas Magdeburg     | 1:11,6 min | –      |
| 100 m Rücken   | Artur Beyer  | Spandauer Wasserfreunde | 1:24,4 min | –      |
| Mehrkampf      | Hans Luber   | SC Poseidon Berlin      | –          | 75,00  |